# Ville-sur-Retourne
Ville-sur-Retourne è un comune francese di 80 abitanti situato nel dipartimento delle Ardenne nella regione del Grand Est.

## Società

### Evoluzione demografica
Abitanti censiti